# Bahnhof Zoetermeer
Der Bahnhof Zoetermeer ist der größte Bahnhof der niederländischen Stadt Zoetermeer (anhörenⓘ). Der Bahnhof wird täglich von 2435 Personen (2024) genutzt. Er ist zentraler Knotenpunkt im städtischen ÖPNV. Im Bahnhof halten ausschließlich Regionalzüge.

## Geschichte
Die Station wurde am 15. Mai 1973 eröffnet, aber bereits im Jahr 1992 komplett ersetzt, da der Bau des umliegenden Stadtteils Rokkeveen in vollem Gange war. Der Bahnhof musste dem neuen Stadtteil weichen und neben der Autobahn 12 neu errichtet werden. Es wurde eine neue Brücke über die Autobahn gebaut, die den Bahnhof sowie die beiden durch die Autobahn getrennten Stadtteile miteinander verbindet.
Obwohl Zoetermeer mehr als 120.000 Einwohner hat, halten die auf der Strecke verkehrenden Intercity-Züge nicht an der Station. Das liegt vor allem daran, dass die Kapazität des Bahnhofs mit seinen zwei Gleisen ausgereizt ist. Eine Erweiterung auf drei Gleise ist vorgesehen.

## Streckenverbindungen
Folgende Linien halten im Jahresfahrplan 2022 am Bahnhof Zoetermeer:
| Zugtyp   | Linienverlauf                                                                               | Frequenz                                             |
| -------- | ------------------------------------------------------------------------------------------- | ---------------------------------------------------- |
| Sprinter | Den Haag Centraal – Zoetermeer – Gouda – Gouda Goverwelle                                   | halbstündlich (fährt nicht abends und am Wochenende) |
| Sprinter | Den Haag Centraal – Zoetermeer – Gouda – Utrecht Centraal – Geldermalsen – ’s-Hertogenbosch | halbstündlich                                        |

## Zoetermeer Oost
Am 1. Mai 1870 wurde im Gebiet der heutigen Stadt Zoetermeer ein erster Bahnhof unter dem Namen Soetermeer-Zegwaard eröffnet. Diese Station wurde am 15. Mai 1938 geschlossen. Am 15. Mai 1965 wurde am selben Ort die heutige Station wieder eröffnet. 1973 wurde weiter westlich der heutige „Hauptbahnhof“ von Zoetermeer (Bahnhof Zoetermeer) eröffnet. Dieser entwickelt sich besser, da er näher am Stadtzentrum liegt. Der Bahnhof hat seitdem den Zusatz Oost und ist der kleinere der beiden Bahnhöfe von Zoetermeer. Der Bahnhof wird täglich von 1503 Personen (2024) genutzt.

### Streckenverbindungen
Der Bahnhof Zoetermeer Oost wird im Jahresfahrplan 2022 von folgenden Linien bedient:
| Zugtyp   | Linienverlauf                                                                                    | Frequenz                                             |
| -------- | ------------------------------------------------------------------------------------------------ | ---------------------------------------------------- |
| Sprinter | Den Haag Centraal – Zoetermeer Oost – Gouda – Gouda Goverwelle                                   | halbstündlich (fährt nicht abends und am Wochenende) |
| Sprinter | Den Haag Centraal – Zoetermeer Oost – Gouda – Utrecht Centraal – Geldermalsen – ’s-Hertogenbosch | halbstündlich                                        |